# Кубок Ліхтенштейну з футболу 1982—1983
Кубок Ліхтенштейну з футболу 1982—1983 — 38-й розіграш кубкового футбольного турніру в Ліхтенштейні. Титул здобув Бальцерс.

## Перший раунд
| Команда 1  | Рахунок | Команда 2   |
| ---------- | ------- | ----------- |
| Трізен     | 0–3     | Ешен-Маурен |
| Руггелль   | 0–6     | Вадуц       |
| Трізенберг | 1–3     | Шан         |

Вільний від першого раунду Бальцерс.

## 1/2 фіналу
| Команда 1   | Рахунок         | Команда 2 |
| ----------- | --------------- | --------- |
| Ешен-Маурен | 2–2 дч пен. 6–5 | Вадуц     |
| Бальцерс    | 2–1             | Шан       |

## Фінал
| 12 травня 1983 |

| Бальцерс | 1–1 дч пен. 5–3 | Ешен-Маурен |
| -------- | --------------- | ----------- |
|          |                 |             |

| Руґґель |